# Toby Alexander Howard Wilkinson
Pour les articles homonymes, voir Wilkinson.
Toby Alexander Howard Wilkinson est un égyptologue britannique qui fait ses études en égyptologie au Downing College à Cambridge.
Il apparaît sur les radios et à la télévision comme un expert de la civilisation de l'Égypte antique.
Il est membre de l'équipe éditoriale du Journal of Egyptian History.
Il est l'auteur de nombreux ouvrages dont certains ont été traduits dans d'autres langues. Il a reçu le prix « Hessell-Tiltman Prize » pour son livre The rise and fall of ancient Egypt.

## Publications
- The rise and fall of ancient Egypt, Random House, New York, 2010  traduit en italien en 2012 par Luigi Giacone sous le titre L'antico Egitto : storia di un impero millenario
  - réédition sous le titre The rise and fall of ancient Egypt : the history of a civilisation from 3000 BC to Cleopatra, Bloomsbury, London, 2011  traduit en polonais en 2013 par Norbert Radomski et Dom Wydawniczy sous le titre Powstanie i upadek starożytnego Egiptu : dzieje cywilizacji od 3000 p.n.e. do czasów Kleopatry
- Lives of the ancient Egyptians, Thames & Hudson, New York, 2007  traduit en allemand en 2008 par Helmut Schareika sous le titre Who is who im Alten Ägypten Herrscher, Höflinge, Handwerker et en japonais en 2015 par Sugihiko Uchida sous le titre 図說古代エジプト人物列伝 / Zusetsu kodai ejiputo jinbutsu retsuden
- Genesis of the Pharaohs, Thames & Hudson, London, 2003  traduit en espagnol sous le titre El origen de los faraones
  - réédition sous le titre Genesis of the Pharaohs : dramatic new discoveries that rewrite the origins of ancient Egypt, Thames & Hudson, London, 2003  traduit en espagnol en 2004 par Isabel Ferrer Marrades sous le titre El origen de los faraones : los recientes descubrimientos que reescribirán los orígenes del antiguo Egipto
- The Thames & Hudson dictionary of ancient Egypt , Thames & Hudson, London, 2005  traduit en néerlandais en 2006 par Ingrid Bes et al sous le titre Het oude Egypte in woord en beeld
- Early dynastic Egypt, London, New York, 1999  existe également en livre électronique
- The Egyptian world, London, New York, 2007
- State formation in Egypt : chronology and society, Tempus Reparatum, Oxford, 1996
- Royal annals of ancient Egypt : the Palermo stone and its associated fragments, Kegan Paul International, London, New York, Distributed by Columbia University Press, 2000
- The Nile : downstream through Egypt's past and present, Bloomsbury, London, 2015